# Brechin City Football Club
El Brechin City Football Club es un club de fútbol de Escocia, con sede en Brechin. Fue fundado en 1906 y compite en la Highland Football League, quinta categoría del fútbol escocés.
El club fue famoso en Francia por ser entrenado en Futbol Manager por el youtuber francés (de origen español) Expérience Foot.

## Palmarés

### Torneos nacionales
- Tercera División de Escocia (3): 1982-83, 1989-90, 2004-05
- Cuarta División de Escocia (2): 1953-54, 2001-02
- Highland League (1): 2022-23